# Philipp Scheidemann

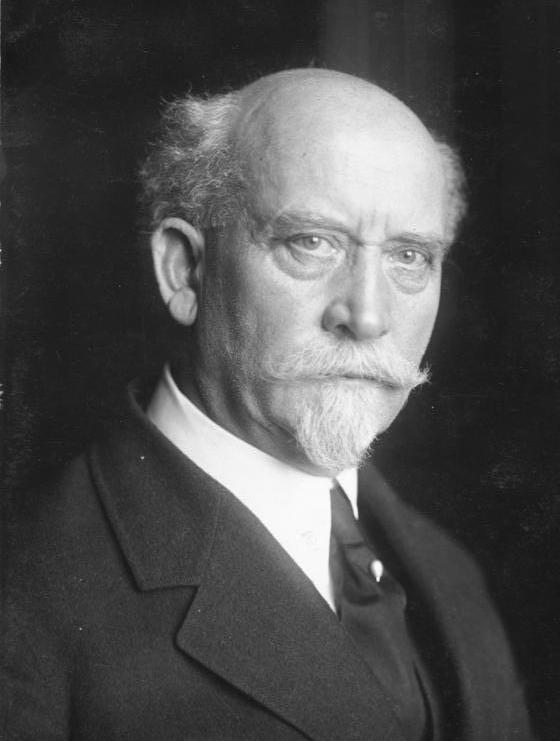
Philipp Scheidemann (ca. 1918)

Philipp Heinrich Scheidemann (* 26. Juli 1865 in Kassel; † 29. November 1939 in Kopenhagen) war ein deutscher sozialdemokratischer Politiker und Publizist, der heute vor allem wegen der Ausrufung der Republik in Deutschland am 9. November 1918 in Erinnerung ist.
Im ersten Viertel des 20. Jahrhunderts, zur Zeit des Kaiserreichs und der Weimarer Republik war Scheidemann einer der herausragenden Protagonisten der SPD. Während der Novemberrevolution verkündete er von einem Balkon des Reichstagsgebäudes aus den Zusammenbruch der Monarchie und proklamierte die „Deutsche Republik“. Anfang 1919 wählte ihn die in Weimar tagende Nationalversammlung zum Reichsministerpräsidenten. Wegen seiner Weigerung, den Versailler Vertrag zu unterzeichnen, trat er aber noch im selben Jahr zurück. Anschließend war er bis 1925 Oberbürgermeister seiner Geburtsstadt Kassel.

## Leben

### Frühe Jahre
Philipp Scheidemann entstammte einer Handwerkerfamilie. Seine Eltern waren der Kasseler Tapezier- und Polsterermeister Friedrich Scheidemann und dessen Ehefrau Wilhelmine, geborene Pape. Die Familie lebte in der Michelsgasse nahe beim Altmarkt. Die Gasse mit dem Geburtshaus wurde im Oktober 1943 durch einen Bombenangriff zerstört. In Kassel besuchte er Volks-, Bürger- und Realschule. Nach seiner Schulausbildung absolvierte er von 1879 bis 1883 eine Lehre zum Schriftsetzer und Buchdrucker. Bis zu seinem dreißigsten Lebensjahr arbeitete er im Buchdruckergewerbe als Schriftsetzergehilfe und „Faktor“ (Schriftsetzmeister) in der Druckerei der Gebr. Gotthelft in Kassel, die u. a. das Casseler Tageblatt herausgab.
Bereits 1883 war Scheidemann als überzeugter Sozialist in die wegen Bismarcks Sozialistengesetzen verbotene SPD eingetreten. Dazu hatte er sich dem freigewerkschaftlichen Buchdruckerverband angeschlossen. Zwischen 1888 und 1895 war er ehrenamtlicher Gauvorstand des Buchdruckerverbands in Marburg. Dort bildete er sich teilweise auch an der Universität fort. Der dort lehrende Philosoph Hermann Cohen soll ihn dabei nachhaltig beeindruckt haben.
1889 heiratete Scheidemann in Kassel Johanna Dibbern (1864–1926). Aus dieser Ehe gingen die Töchter Lina (1889–1933), Liese (1891–1955) und Hedwig (1893–1935) hervor.
Ab 1895 gab er seinen erlernten Beruf auf und wurde für verschiedene sozialdemokratische Zeitungen tätig. Zunächst arbeitete er als Redakteur für die Mitteldeutsche Sonntagszeitung in Gießen, ab 1900 für die Fränkische Tagespost in Nürnberg, von 1902 an für das Offenbacher Abendblatt (Offenbach am Main) und schließlich seit 1905 für das Casseler Volksblatt in seiner Heimatstadt.
Neben politischen Artikeln veröffentlichte Scheidemann dort unter dem Pseudonym Henner Piffendeckel sonntäglich ab 1909 auch Glossen, die „Mundartliche Geschichderchen“ betitelt waren. Harald Jähner nennt ihn eine notorische Frohnatur. Zudem publizierte er mehrere Bücher in Kasselänerisch (Kasseler Mundart).

### Aufstieg in Partei und Reichstagsfraktion

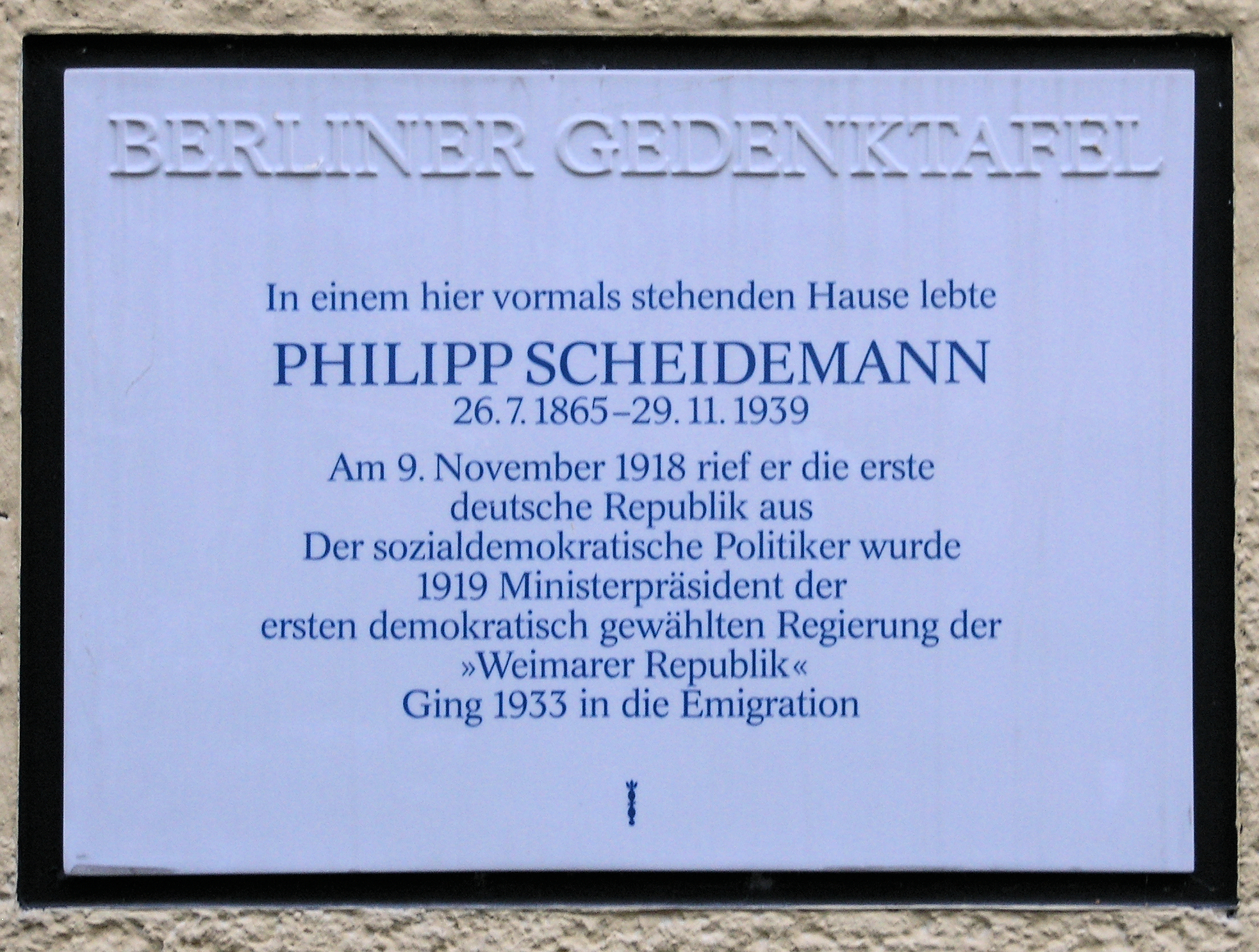
Berliner Gedenktafel am Haus Lenbachstraße 6a in Berlin-Steglitz

Bei der Reichstagswahl 1903 zog Scheidemann erstmals in den Reichstag des Kaiserreiches ein (Wahlkreis Düsseldorf 3 (Stadt Solingen und Landkreis Solingen)). Bei den Reichstagswahlen im Januar 1907 und im Januar 1912 wurde er wiedergewählt. Von 1906 bis 1911 nahm er zudem ein Mandat als Stadtverordneter seiner Heimatstadt Kassel wahr. Als er 1911 in den Parteivorstand gewählt wurde, dem er bis 1918 angehörte, legte er sein kommunales Mandat nieder, weil die Wahl mit dem Umzug nach Berlin verbunden war. Nach dem Tod von August Bebel (1913) übernahm Scheidemann gemeinsam mit Hugo Haase den Vorsitz der SPD-Fraktion. Diese Position bekleidete er bis 1918. Als erster Sozialdemokrat wurde Scheidemann 1912 zu einem der Vizepräsidenten des Reichstages gewählt. Da er aber den Antrittsbesuch beim Kaiser, das seit jeher in der Partei verpönte „zu Hofe gehen“, verweigerte, konnte er das Amt nicht antreten. Erst von Juni bis Oktober 1918 übte er das Amt tatsächlich aus.
Im Gegensatz zu Friedrich Ebert verfügte Scheidemann über rhetorisches Talent; er konnte vor großen Massenversammlungen wie auch vor einem kleinen Publikum überzeugend reden. Wilhelm Keil, Freund und Parteigenosse der beiden, beschreibt den Unterschied zwischen den beiden Führungspersonen der SPD so, dass Scheidemann im Gegensatz zum „immer ernst, würdig und energisch“ auftretenden Ebert ein „glänzender Rhetoriker mit ein wenig burschikosen Manieren“ gewesen sei, „die zuweilen Zweifel zuließen, wieviel Prozent des scheinbar heiligen Feuers auf das Konto der Theatralik zu überschreiben seien“.
Scheidemanns bürgerliche Umgangsformen, sein Sinn für Humor, seine durch nichts zu erschütternde Frohnatur verschafften ihm auch Anerkennung über die Grenzen der Partei hinaus. Sein Politikstil wird als eher pragmatisch dargestellt. Aussichtslosen Konflikten sei er nach Möglichkeit aus dem Weg gegangen. Er habe sich erst dann für eine Sache eingesetzt, wenn absehbar war, dass er damit Erfolg haben würde.
Vor dem Ersten Weltkrieg galt Scheidemann, der als regelmäßiger Redner zu Haushalts- und Heeresfragen eine gewisse Distanz zur offen revisionistischen Minderheit der Reichstagsfraktion wahrte, eher als Vertreter des sogenannten Parteizentrums. Als er 1912 im Reichstag scharfe Angriffe gegen die Hohenzollern richtete, verließen Reichskanzler Theobald von Bethmann Hollweg und die anwesenden Mitglieder des Bundesrates aus Protest den Saal.
Mehrfach vertrat Scheidemann die deutsche Sozialdemokratie bei Kongressen im Ausland. Werbereisen führten ihn nach Frankreich, in die Schweiz und die USA.
Großes öffentliches Aufsehen erregte eine 1912 von Scheidemann in Paris gehaltene Rede, die in Deutschland in entstellender Form veröffentlicht wurde, um ihn und Sozialdemokraten allgemein als „Vaterlandsverräter“ zu diffamieren. In einer Reichstagsdebatte am 3. Dezember 1912 sah sich Scheidemanns Parteifreund Eduard David veranlasst, den tatsächlichen Wortlaut der inkriminierten Aussagen Scheidemanns wiederzugeben:

„Gegen die, die versuchen, uns in diese Bestialität eines europäischen Krieges hinabzustoßen, werden wir uns mit dem Mut der Verzweiflung wehren. Die deutschen Arbeiter und Sozialisten achten und lieben auch die französischen Proletarier und Sozialisten wie Brüder. […] Unser Feind befindet sich … an einer anderen Stelle. Dort wo auch der eure ist. Das ist der Kapitalismus. Führen wir gemeinsam den Kampf, Genossen, für den Fortschritt der Humanität, für die Freiheit der Arbeit, für den Weltfrieden.“

### Erster Weltkrieg
Während des Ersten Weltkriegs vertrat Scheidemann eine mittlere Linie zwischen dem rechten und linken Parteiflügel. Grundsätzlich unterstützte er die Bewilligung der Kriegskredite. Aber Scheidemann wandte sich gegen die Propaganda für einen Siegfrieden und trat für einen Verständigungsfrieden ohne Annexionen ein. Seine Äußerung „Was französisch ist, soll französisch bleiben, was belgisch ist, soll belgisch bleiben, was deutsch ist, soll deutsch bleiben“ wurde von militaristisch-nationalistischen Kreisen als Hochverrat bezeichnet. Insbesondere Vertreter der Vaterlandspartei kündigten an, dass sie Scheidemann „aufhängen“ wollten.
Bereits im Januar 1915 hatte Scheidemann sich über Elemente in der SPD empört, die das Wort Vaterland nicht hören könnten. Vorangegangen war der demonstrative Bruch der Fraktionsdisziplin durch Karl Liebknecht, dessen Verteidigung durch Haase und zahlreiche Sympathiebekundungen dafür aus der eigenen Partei. Das Konzept eines Verständigungsfriedens („Scheidemannplan“) konnte den Bruch und die Entstehung der USPD nicht mehr verhindern. Auch die Solinger SPD-Wahlkreisorganisation trat zur USPD über und forderte Scheidemann – ohne Erfolg – auf, das Reichstagsmandat niederzulegen. Seit Oktober 1917 (Würzburger Parteitag, 14.–20. Oktober) war Scheidemann neben Friedrich Ebert Parteivorsitzender der SPD.
Angesichts der kriegsbedingten Verschärfung der sozialen Not der Arbeiterschaft drängte die SPD seit Anfang 1917 vehement auf die Einlösung der politischen Neuordnungsversprechen. Zwischen Scheidemann, Conrad Haußmann und Gustav Stresemann begannen Verhandlungen zur Bildung einer „linken“ Parlamentsmehrheit mit dem Ziel der Parlamentarisierung des Reiches. Dabei kam Scheidemann den bürgerlichen Parteien insoweit entgegen, als er meinte, sich ein parlamentarisches System notfalls auch mit einem Monarchen an der Spitze vorstellen zu können. Ein Ergebnis dieser Verhandlungen war die Friedensresolution des Reichstags vom 19. Juli 1917. Zuvor leitete er im Juni 1917 die Delegation der MSPD bei der erfolglosen internationalen sozialistischen Konferenz in Stockholm.
Um eine Radikalisierung im Inneren zu verhindern, traten Scheidemann, Ebert und Otto Braun bei den Januarstreiks von 1918 in die Streikleitung ein. Dies brachte ihnen den Hass der politischen Rechten ein.
Am Sturz der Regierung Hertling (unter Georg von Hertling) war Scheidemann als Fraktionsvorsitzender und führende Person seiner Partei im interfraktionellen Ausschuss nicht unwesentlich beteiligt. Über das weitere Vorgehen gab es zwischen ihm und Ebert indes unterschiedliche Meinungen. Als Politiker der Fortschrittlichen Reichspartei den Prinzen Max von Baden als Reichskanzler ins Gespräch brachten, meinte Scheidemann, den Sozialdemokraten könne nicht zugemutet werden, einen Prinzen an die Spitze der Regierung zu stellen. Auch der Regierungsbeteiligung der Sozialdemokraten „im Augenblick der schlimmsten Verhältnisse“ stand Scheidemann noch am 3. Oktober 1918 ablehnend gegenüber. Es war Friedrich Ebert, der die Mehrheit der Fraktion schließlich dazu brachte, dem Eintritt der SPD in das Kabinett zuzustimmen.
Trotz seiner Vorbehalte wurden Scheidemann und andere führende Politiker der Parlamentsmehrheit Staatssekretäre ohne Portefeuille im Kabinett Baden. Diese waren die eigentlichen politischen Entscheidungsträger; Max von Baden repräsentierte vor allem nach außen. Scheidemann veranlasste als Regierungsmitglied eine Amnestie politischer Gefangener. Insbesondere setzte er persönlich gegen den Widerstand von Kriegsministerium und Militärgerichtsbarkeit, wie auch gegen Bedenken des Reichskanzlers, die Freilassung von Karl Liebknecht durch.

### Ausrufung der Republik

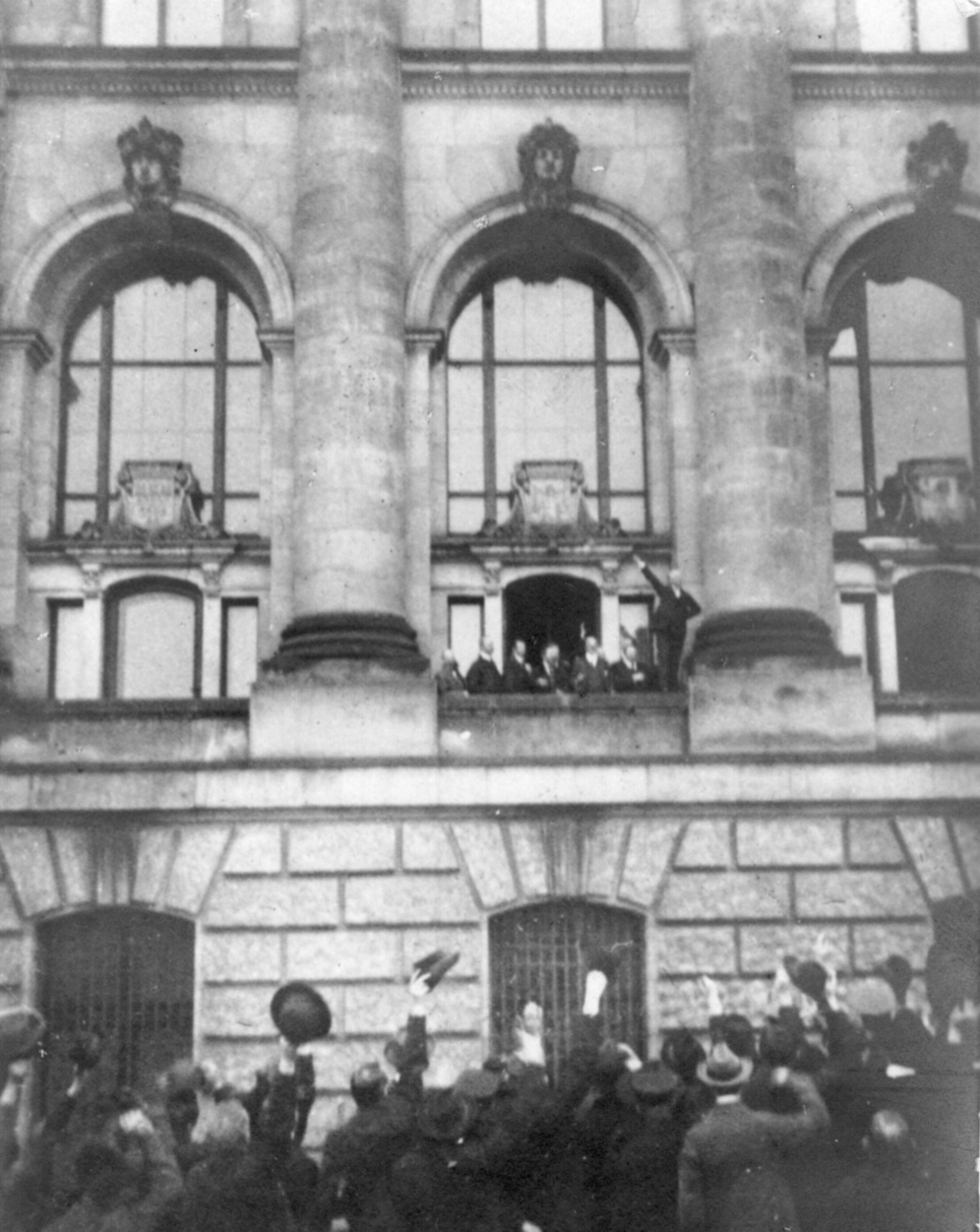
Ausrufung der Republik am 9. November 1918: Philipp Scheidemann spricht vom Westbalkon des Reichstagsgebäudes aus.

Angesichts des bevorstehenden militärischen Zusammenbruchs und der drohenden revolutionären Entwicklung erklärte Scheidemann am 5. November 1918, er hoffe, dass die Front gehalten werden könne. Der Bolschewismus erscheine ihm als größere Gefahr als der äußere Feind. Damit stimmte er mit der Obersten Heeresleitung überein. Den an jenem Tag von der Reichsregierung vollzogenen Abbruch der Beziehungen zur Sowjetunion führten kommunistische Propaganda und Geschichtsschreibung später auf Scheidemann zurück und erklärten ihn zum „Urheber der antisowjetischen und gegen den Spartakusbund gerichteten Provokation“.
Im Gegensatz zum Militär war Scheidemann mittlerweile zu der Ansicht gelangt, dass ein erfolgreicher Kampf gegen die extreme Linke nur bei Abdankung des Kaisers möglich sei. Die grundsätzliche Frage Monarchie oder Republik stellten Ebert und Scheidemann jedoch fürs Erste zurück. Den Kurs der Partei hatte Scheidemann schon am 6. November formuliert: „Jetzt heißt es sich an die Spitze der Bewegung zu stellen, sonst gibt es doch anarchistische Zustände im Reich.“ Die SPD-Fraktion machte mit einem Ultimatum Druck und konnte unter anderem noch die Parlamentarisierung Preußens durchsetzen, ohne damit die Revolution in Berlin aufhalten zu können.
Tatsächlich schaffte es die SPD, sich am 9. November an die Spitze der Bewegung zu stellen, als sie den Generalstreik ausrief. Scheidemann erklärte um 10 Uhr den Rücktritt als Staatssekretär. Nachdem bereits erste Verhandlungen zur Bildung einer Regierung mit der USPD vorangegangen waren, trat Scheidemann am frühen Nachmittag auf den Balkon des Reichstags und rief von dort aus die Republik aus. Dies geschah, ohne dass Friedrich Ebert, der inzwischen von Max von Baden zum Reichskanzler erklärt worden war, diesen Schritt autorisiert hätte. Ebert wollte die Entscheidung über die Staatsform einer Nationalversammlung überlassen. Für Scheidemann war klar, dass die Legitimierung der neuen Führung allein durch die Erklärung Max von Badens nicht ausreichend sein konnte. Vor allem die demonstrierenden Arbeiter und Soldaten erwarteten einen demonstrativen Bruch mit dem bisherigen System.
Scheidemann trat also gegen 14 Uhr auf den Balkon des Reichstags. Seine Worte „Das alte Morsche ist zusammengebrochen; der Militarismus ist erledigt“ trafen die Stimmung der Zuhörer und entfalteten die gewünschte Symbolwirkung. Dagegen kam Karl Liebknecht zwei Stunden später nicht mehr an, als er die „freie sozialistische Republik Deutschland“ ausrief.

### Reichsministerpräsident

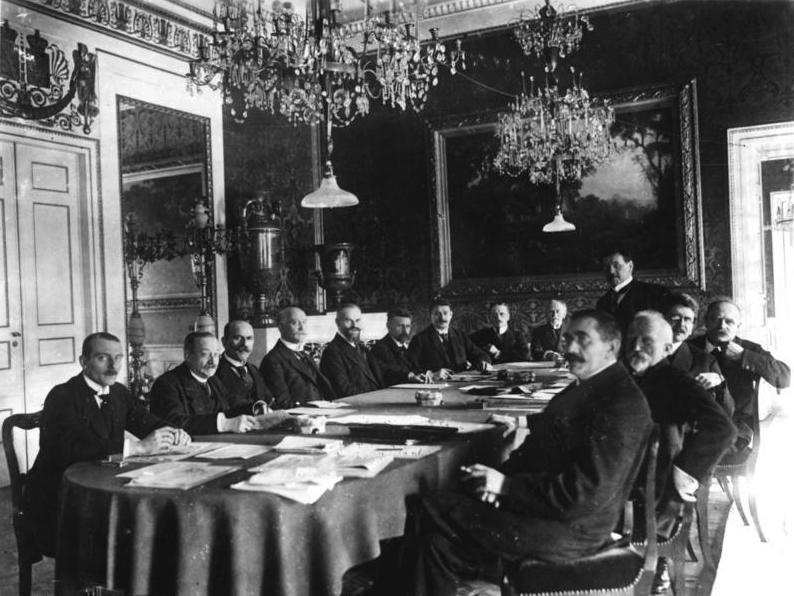
Erste Kabinettssitzung des Kabinetts Scheidemann am 13. Februar 1919 in Weimar. Von links:
Ulrich Rauscher, Pressechef der Reichsregierung
Robert Schmidt, Ernährung
Eugen Schiffer, Finanzen
Philipp Scheidemann, Reichskanzler
Otto Landsberg, Justiz
Rudolf Wissell, Wirtschaft
Gustav Bauer, Arbeit
Ulrich von Brockdorff-Rantzau, Auswärtiges
Eduard David, ohne Portefeuille
Hugo Preuß, Inneres
Johannes Giesberts, Post
Johannes Bell, Kolonien
Georg Gothein, Schatz
Gustav Noske, Reichswehr

Im weiteren Verlauf der Novemberrevolution wurde Scheidemann Mitglied im Rat der Volksbeauftragten zusammen mit Ebert und Otto Landsberg von der SPD sowie Hugo Haase, Wilhelm Dittmann und Emil Barth von der USPD. Scheidemann war dabei vorrangig für die Finanzpolitik zuständig.
Bei den Weihnachtskämpfen von 1918 stellte Scheidemann sich hinter die Entscheidung Eberts, gegen die Besetzung des Berliner Stadtschlosses durch die linke Volksmarinedivision mit militärischer Gewalt vorzugehen. Dies machte ihn bei den Linksradikalen verhasst. „Des Matrosenmordes klagen wir an Ebert, Landsberg und Scheidemann“, wurde anlässlich der Beerdigung der gefallenen Matrosen auf mitgeführten Schildern plakatiert.
Scheidemann wurde bei der Wahl im Januar 1919 zum Mitglied der Weimarer Nationalversammlung gewählt. Er wollte seinen Parteivorsitzenden Ebert, der das Reichspräsidentenamt anstrebte, zur Übernahme des Reichskanzleramtes bewegen, da er der Überzeugung war, dass Eberts Stärken eher in der praktischen als in der repräsentativen Tätigkeit lagen. Deshalb kandidierte er bei der Reichspräsidentenwahl im Februar 1919 gegen Ebert, erhielt jedoch nur eine der 379 gültigen Stimmen. Der mit großer Mehrheit gewählte Ebert beauftragte daraufhin Scheidemann mit der Regierungsbildung, die zum 13. Februar 1919 erfolgte. Scheidemann amtierte von da an bis zum 20. Juni 1919 als Reichsministerpräsident (die Bezeichnung für den Regierungschef bis zur Annahme der Weimarer Verfassung).
Er stand dabei einem Kabinett der Weimarer Koalition aus SPD, Zentrum und DDP vor. Die relativ konfliktfreie Arbeit der Koalitionsregierung wird von Historikern seiner eher moderierenden als wirklich führenden Amtsführung zugeschrieben. Solche Einschätzungen werden bisweilen als Anzeichen von Führungsschwäche und mangelndem Durchsetzungswillen gedeutet. Gustav Noske, der als Reichswehrminister an der Regierung beteiligt war, beschreibt das Regierungshandeln als Ausdruck der demokratischen Gesinnung der sozialdemokratischen Führer, denen „der Gedanke der Vergewaltigung anders Denkender verbrecherisch erschien“. Aus Respekt vor dem Wahlergebnis, nach dem es seit Februar 1919 keine sozialdemokratische Mehrheit mehr gab, sei man in den Koalitionsregierungen gegenüber den bürgerlichen Kollegen „niemals vergewaltigend“ aufgetreten.
Schwierigste innenpolitische Herausforderung für das Kabinett war die Streikbewegung in den ersten Monaten des Jahres 1919. In erster Linie ging es dabei um die Erhöhung der durch die Inflation gesunkenen Reallöhne. Dies verband sich aber insbesondere im Ruhrgebiet mit Forderungen nach einer Sozialisierung des Bergbaus. Da die Steinkohleförderung der zentrale Schlüsselfaktor der gesamten Wirtschaft war, reagierte die Regierung Scheidemann darauf teilweise mit dem Einsatz von Freikorps, aber auch mit Verhandlungen. Scheidemann schickte dazu Carl Severing ins Revier. Unruhen gab es auch in Mitteldeutschland. Als dort ein Generalstreik im Februar 1919 drei Viertel aller Arbeiter erfasste, ließ Scheidemann die Stadt Halle durch die Reichswehr besetzen, kündigte gleichzeitig aber Schritte zur Demokratisierung der Wirtschaft an. Ganz anders gelagert waren die Unruhen, mit denen sich die Regierung Scheidemann in Berlin konfrontiert sah. Dort ging es der schließlich kommunistisch geführten Bewegung nicht um wirtschaftliche, sondern politische Ziele. Zu diesen gehörten die Anerkennung der Arbeiter- und Soldatenräte, die Umsetzung der Beschlüsse des Reichsrätekongresses zur Militärpolitik und die Wiederaufnahme von politischen und wirtschaftlichen Beziehungen mit Sowjetrussland. Die Regierung ging in den Berliner Märzkämpfen mit militärischer Gewalt gegen die Bewegung vor. Massenstreiks gab es daneben auch in Oberschlesien, Württemberg und Magdeburg.
Außenpolitisch fiel in die Regierungszeit Scheidemanns die Entscheidung über die Annahme oder Ablehnung des Versailler Vertrages. Er selbst hatte sich klar gegen die Unterzeichnung ausgesprochen. Vor der Verfassunggebenden Deutschen Nationalversammlung, die zum ersten Mal in Berlin in der Aula der Universität zusammenkam, sagte er am 12. Mai 1919: „Welche Hand müsse nicht verdorren, die sich und uns diese Fessel legt?“ Anfangs schien die Mehrheit nicht nur in der Bevölkerung, sondern auch in den politischen Kreisen hinter der Ablehnung zu stehen und Scheidemanns Ausruf wurde zum Geflügelten Wort. Realpolitiker wie Matthias Erzberger, Gustav Noske oder Eduard David machten jedoch darauf aufmerksam, dass bei einer Ablehnung die Besetzung ganz Deutschlands durch die Alliierten drohe. Auch die noch bestehende Oberste Heeresleitung drängte zur Annahme des Vertrages, ebenso Reichspräsident Ebert. Zudem sprach sich die eigene Fraktion mehrheitlich für die Annahme aus. Da aber zwischen den Regierungsfraktionen keine Einigung erzielt werden konnte und auch keine einheitliche Stellungnahme des Regierungskabinetts zu erreichen war – mehrere Minister waren klar gegen die Vertragsannahme –, sah Scheidemann nur noch die Möglichkeit des Rücktritts.

### Politisches Leben nach 1919

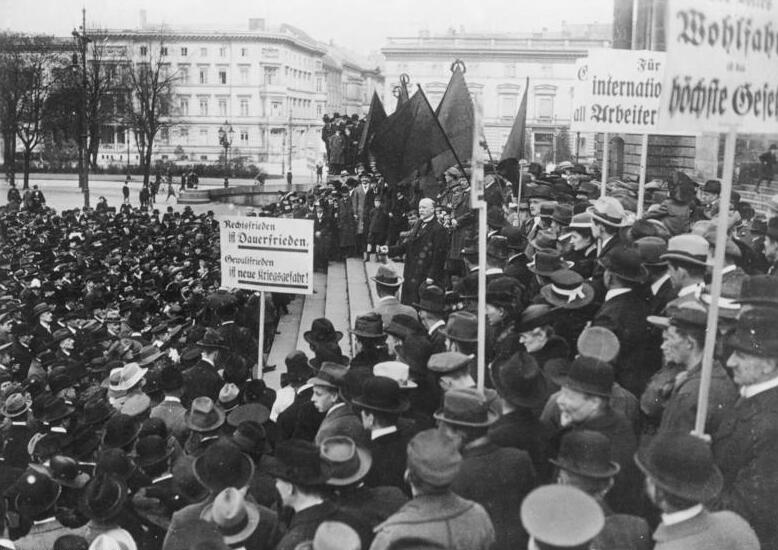
Philipp Scheidemann spricht am 1. Mai 1919.

Anschließend blieb Scheidemann bis 1933 weiterhin Reichstagsabgeordneter. Er gehörte langjährig dem Fraktionsvorstand der SPD an. Zudem trat er häufiger außerparlamentarisch hervor, insbesondere nach dem 1925 erfolgten Ausscheiden als Kasseler Oberbürgermeister.
Bereits 1921 hatte er als einer der Hauptredner auf dem Görlitzer Parteitag der SPD seine Partei aufgefordert, die Sicherung der Republik zu ihrem vornehmlichsten Anliegen zu erklären: „Wir lassen uns an Liebe zu unserem Vaterland und zu unserem Volke von niemand übertreffen.“ Später wurde er zu einem der gefragtesten Redner bei Veranstaltungen des SPD-nahen Republikschutzbundes Reichsbanner Schwarz-Rot-Gold, dessen Reichsausschuss er angehörte.
Nach seinem Ausscheiden aus Regierungsämtern wurde Scheidemann zunehmend zum Sprecher derjenigen in seiner Partei, die mit dem Handeln der von ihr gestellten Repräsentanten und Regierungsvertreter unzufrieden waren. Er wurde zu einem der exponiertesten Fürsprecher der 1919 auf dem Weimarer Parteitag der SPD verabschiedeten Resolution, die die uneingeschränkte Selbständigkeit der Partei gegenüber der Regierung und den von ihr gestellten Regierungsmitgliedern betonte. Davon ausgehend vertrat Scheidemann die Position, dass, im Spannungsfall zwischen Regierungshandeln einerseits und parteipolitischer Linie und Grundausrichtung andererseits, letzteren der Vorzug zu geben sei. Loyalität gegenüber eigenen Regierungsvertretern habe dort ihre Grenzen, wo fundamentale Prinzipien der Partei und elementare Interessen des Volkes verletzt würden.
Im November 1923 räumte Scheidemann in einem von ihm verfassten Zeitungsartikel im Casseler Volksblatt ein, dass der ein Jahr zuvor verfolgte Kurs, der zum Ende der zweiten Regierung Wirth geführt hatte, ein schwerer und irreparabler Fehler gewesen sei. Damals hatte man sich, mit Rücksicht auf die gerade in die Mutterpartei zurückgekehrten ehemaligen USPD-Mitglieder, jeder Zusammenarbeit mit der DVP verweigert, was letzthin den DVP-nahen Wilhelm Cuno an die Regierung gebracht hatte.
Im April 1921 forderte Scheidemann seinen ehemaligen Parteivorsitzenden und nunmehrigen Reichspräsidenten Friedrich Ebert zur Niederlegung seines Amtes auf, weil Ebert durch dieses Amt genötigt sei, die nach dem Rückzug der SPD aus der Regierungsverantwortung im Amt befindliche konservative Minderheitsregierung mit seinem sozialdemokratischen Namen zu decken. Vorangegangen waren erhebliche Unmutsbekundungen aus der Partei gegen den Reichspräsidenten, weil der sich den Ersuchen der konservativen Regierung zur Inanspruchnahme des Notstandsartikels 48 der Reichsverfassung nicht widersetzt hatte. Mit dieser Inanspruchnahme konnte die Regierung unter Umgehung des Parlaments Einschränkungen des Streikrechts (November 1920) und die Einführung von Sondergerichten im Rahmen der Niederschlagung der sogenannten sächsischen Märzrevolution (1921) durchsetzen. Scheidemanns Aufforderung unmittelbar vorangegangen war die von Ebert gebilligte Verabschiedung der von der Regierung Fehrenbach eingebrachten Flaggenverordnung. Diese brachte in weit stärkerem Maße Symbole des Kaiserreichs zum Tragen, als dies in der Verfassung ursprünglich vorgesehen war, und konnte daher als gegen die Republik gerichtetes Signal verstanden werden.
Parlamentarisch trat Scheidemann durch einige spektakuläre und folgenschwere Reden in Erscheinung. Nach dem Kapp-Putsch im Jahr 1920 griff er in der nach Stuttgart geflüchteten Nationalversammlung seinen Parteifreund Gustav Noske scharf an, wenngleich ohne explizite Nennung des Namens. Scheidemann machte den Reichswehrminister für den Staatsstreich mitverantwortlich, da eine Demokratisierung der militärischen Verbände versäumt wurde. Er forderte eine gründliche Säuberung der Truppen, die Entwaffnung aller Meuterer und die Entlassung aller unzuverlässigen, nicht republiktreuen Offiziere. Noske musste schließlich zurücktreten.
1926 enthüllte Scheidemann im Reichstag die illegale Zusammenarbeit von Reichswehr und Roter Armee. Dies führte zum Sturz der dritten Regierung Marx.

### Oberbürgermeister von Kassel
Als Nachfolger von Erich Koch wurde Scheidemann am 19. Dezember 1919 zum Oberbürgermeister von Kassel gewählt. Er amtierte bis 1925. Unter seiner Ägide wurde in Kassel im Sommer 1921 die Städtische Gemäldegalerie eröffnet, das erste Museum für zeitgenössische Kunst der Stadt. Von Beginn seiner Amtszeit an musste er sich gegen Vorwürfe aus den bürgerlichen Parteien in Kassel wehren. Diese sprachen dem Handwerkersohn die Qualifikation für das Amt ab und warfen ihm vor, seine Aufgabe in Kassel wegen seines Reichstagsmandats zu vernachlässigen. Ähnliche Kritik kam schließlich auch von Seiten der SPD. Bei der Kommunalwahl am 4. Mai 1924 erlitt die SPD eine schwere Niederlage. Die bürgerlichen Parteien stellten nun die Mehrheit im Stadtparlament. Ein Misstrauensantrag gegen Scheidemann hatte Erfolg, war aber rechtlich nicht bindend. Der Konflikt hielt weiter an, so dass sich schließlich der Regierungspräsident einschalten musste. Nach dessen Vermittlung schied Scheidemann am 1. Oktober 1925 aus dem Amt. Seither konzentrierte er sich auf sein Reichstagsmandat. Außerdem verfasste er verschiedene Schriften, die teilweise weite Verbreitung fanden. Darunter war seine Autobiografie in zwei Bänden: Memoiren eines Sozialdemokraten (1928).

### Scheidemann als Feindbild von Republikgegnern

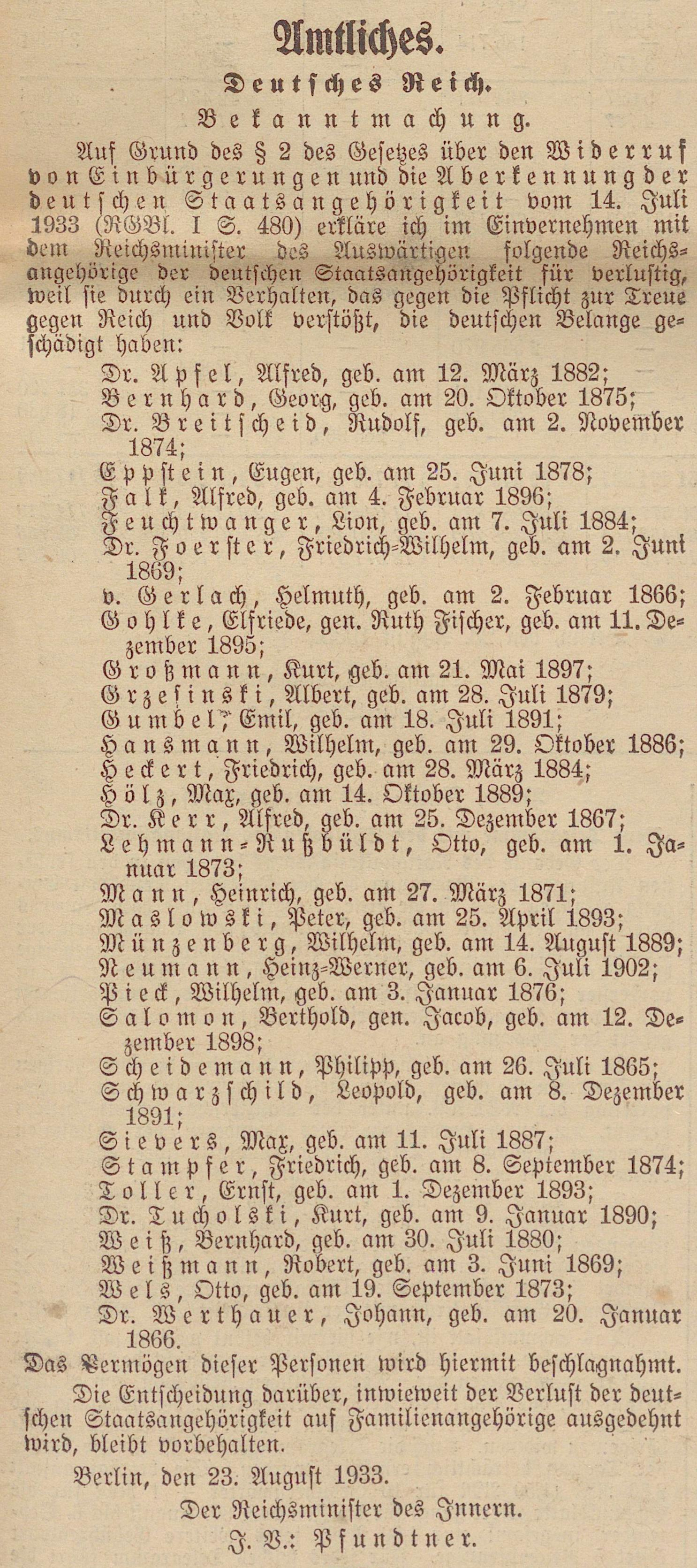
Philipp Scheidemann stand auf der ersten Ausbürgerungsliste, die das NS-Regime am 25. August 1933 veröffentlichte.

Scheidemann war für extreme Rechte wie Linke eine Verkörperung des „Weimarer Systems“. Die Mehrdeutigkeit seines Nachnamens nutzend, verwendete man den Begriff „Scheidemänner“ als Schmähwort für Anhänger der Republik. Nachdem dieses in rechtsgerichteten, militaristisch-nationalistischen Kreisen bereits während des Weltkriegs üblich geworden war, übernahm die Spartakusgruppe es spätestens mit ihrem Aufruf an die Arbeiter und Soldaten Berlins vom 10. November 1918, worin Regierungssozialisten als „Scheidemänner“ diffamiert wurden, die die Arbeiterschaft in den Krieg „gejagt“ hätten.
An Pfingstsonntag, dem 4. Juni 1922 – während seiner Amtszeit als Oberbürgermeister von Kassel –, wurde ein Mordanschlag auf Scheidemann verübt. Während eines Spaziergangs mit seiner Tochter spritzten Hans Hustert und Karl Oehlschläger Philipp Scheidemann Blausäure ins Gesicht. Der dritte Mann, der das Attentat begleitete, soll Erwin Kern gewesen sein. Scheidemann überlebte das Attentat: Starker Wind hatte die Täter daran gehindert, ihn gezielt zu treffen, so dass das Gift nicht in Mund und Nase gelangen konnte. Nachdem Scheidemann wiederholt Morddrohungen erhalten hatte und sein Haus mit Hakenkreuzen beschmiert worden war, trug er bei Spaziergängen stets eine Pistole mit sich, um sich gegen Angreifer verteidigen zu können. Das Attentat steht in einer Reihe mit den Morden an Matthias Erzberger, Walther Rathenau und anderen. Die Täter waren Mitglieder der Organisation Consul (als für die Morde hauptverantwortliche Organisation), des Deutschvölkischen Schutz- und Trutzbundes, der Brigade Ehrhardt und der Eisernen Division. Sie wurden noch im selben Jahr gefasst und zu hohen Haftstrafen verurteilt.

### Leben im Exil

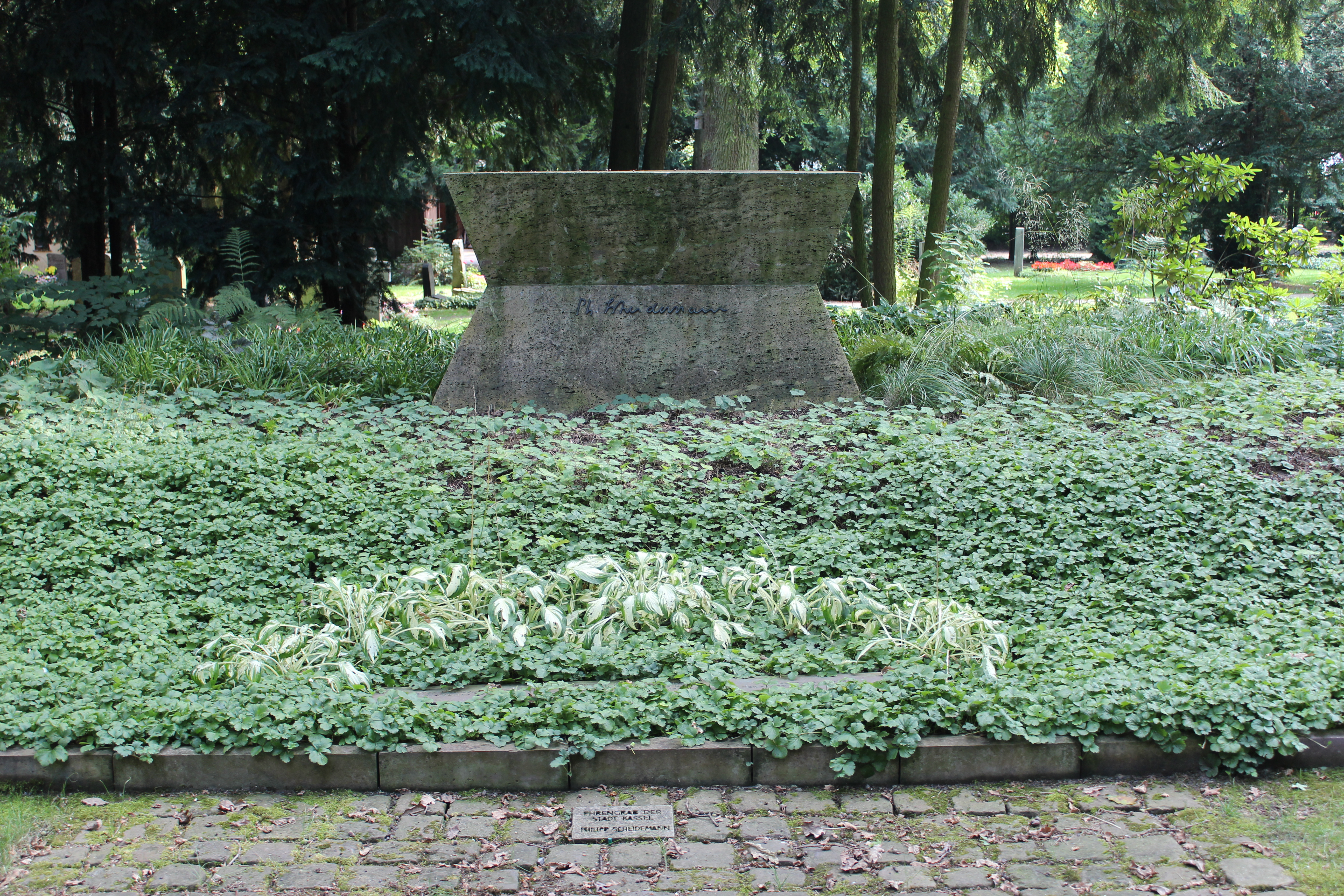
Scheidemanns Grab auf dem Kasseler Hauptfriedhof

Nach der Machtübernahme der Nationalsozialisten am 30. Januar 1933 war Scheidemann, den das rechtsextreme Lager über Jahre hinweg als maßgeblichen „Novemberverbrecher“ angefeindet hatte, stark gefährdet. Wenige Tage nach dem Reichstagsbrand floh er Anfang März 1933 nach Salzburg, wo ihn der österreichische Nationalratsabgeordnete Josef Witternigg aufnahm. Scheidemanns umfangreiche Aufzeichnungen über seine politische Tätigkeit, darunter 26 Bände mit Tagebuchnotizen aus den Jahren 1914 bis 1919, blieben in Deutschland zurück, wo sie von der Politischen Polizei beschlagnahmt wurden; sie gelten seither als verschollen. Seine älteste Tochter Lina und deren Mann Ernst Katz verübten nach Misshandlungen durch Nationalsozialisten im Mai 1933 Selbstmord.
Nach Aufenthalten in der Tschechoslowakei, der Schweiz, in Frankreich und den USA gelangte Scheidemann 1935 nach Dänemark. Mittels der am 25. August 1933 veröffentlichten ersten Ausbürgerungsliste des Deutschen Reichs wurde ihm die deutsche Staatsangehörigkeit aberkannt. Obwohl sich seine gesundheitliche Lage verschlechterte, beobachtete er die Entwicklung in Deutschland aufmerksam und veröffentlichte unter einem Pseudonym Beiträge in der dänischen Arbeiterpresse.
Am 29. November 1939 starb Philipp Scheidemann in Kopenhagen. 1953 ließ die Stadt Kopenhagen Scheidemanns Asche nach Kassel überführen. Das Grab von Philipp Scheidemann befindet sich seitdem auf dem alten Teil des Kasseler Hauptfriedhofes und wird als Ehrengrab von der Stadt Kassel erhalten (Abteil 11, Grab Nr. 336). Scheidemanns eigener Wunsch war es dagegen gewesen, an der Seite seiner im August 1926 verstorbenen Frau Johanna auf dem Südwestkirchhof in Stahnsdorf bei Berlin bestattet zu werden.

## Exilschriften
In seinen letzten Lebensjahren fertigte Scheidemann einige Niederschriften an, in denen er versuchte, sich kritisch mit verschiedenen Aspekten der sozialdemokratischen Politik zwischen 1918 und 1933 auseinanderzusetzen. 1940, nach der deutschen Besetzung Dänemarks, vergrub Scheidemanns Tochter Louise diese Papiere in der Nähe von Kopenhagen. Sie konnte sie 1945 wieder bergen und überließ dem SPD-Vorstand 1947 einige Abschriften zur Einsichtnahme. Im Februar 1948 wies der stellvertretende Parteivorsitzende Erich Ollenhauer Louise Scheidemann schriftlich darauf hin, dass es „im Interesse der Partei“ sei, das Material, „in dem sich Ihr Vater ja teilweise sehr kritisch mit der offiziellen Politik der Partei in der Weimarer Republik auseinandersetzt“, vorerst nicht zu publizieren. Eine Veröffentlichung erfolgte erst 2002.
In seinen Ausarbeitungen warf Scheidemann vor allem Friedrich Ebert vor, die SPD durch folgenschwere politische Fehlentscheidungen „zugrunde gerichtet“ zu haben. Ebert schildert er als berechnenden, sich kaum je erklärenden Einzelgänger, der in „organisations-taktischen Fragen ein Meister“ gewesen sei, die direkte Auseinandersetzung und Diskussion in den offiziellen Gremien gewöhnlich gemieden, es aber immer verstanden habe, sich über parallele informelle Absprachen mit unterschiedlichen Einflussgruppen durchzusetzen. Solche Manöver hätten es Ebert beispielsweise ermöglicht, sich im Februar 1919 die Reichspräsidentschaft zu sichern, obwohl die Mehrheit der SPD-Fraktion zunächst Scheidemann habe nominieren wollen, nachdem sich herumgesprochen hatte, dass Ebert am 9. November 1918 auf die Ausrufung der Republik mit einem Wutausbruch reagiert hatte. Scheidemann gibt an, seinen Rückzug aus der Parteiführung im Herbst 1919 und den Weggang nach Kassel bald „bitter bereut“ zu haben; der „Kampf gegen die von Ebert geführte Politik hätte damals ausgefochten werden müssen, auf Biegen und Brechen, weil das heraufziehende Unheil schon mit den Händen zu greifen“ gewesen sei. Ähnlich hart urteilte Scheidemann über das Verhalten der Führungsgruppen von SPD und ADGB im Sommer 1932 und im Frühjahr 1933. Insbesondere die Haltung der Gewerkschaftsführer sei „kläglich zum Erbarmen“ gewesen, ihre Versuche, „einen Modus vivendi mit Hitler zu finden“, stünden „beispiellos da in der Geschichte der internationalen Arbeiterbewegung“. Von der Sopade verlangte Scheidemann, die Selbstkritik nicht nur auf die Jahre 1918 und 1919 zu beschränken; erforderlich seien „wenigstens einige Zeilen über die hinter uns liegenden fünfzehn Jahre, mindestens aber über den 20. Juli 1932.“ Er selber habe im Juli 1932 und im Februar 1933 wie zahllose andere Sozialdemokraten fest mit dem Aufruf zum Generalstreik gerechnet, auch weil ihm „maßgebende Genossen“ immer wieder versichert hätten, dass man im entscheidenden Augenblick „auf den Knopf drücken“ werde; er habe „an die Berliner Parole geglaubt, weil ich ein vollkommenes Versagen der Führung, zu der ich freilich großes Vertrauen seit Jahren nicht mehr hatte, für unmöglich hielt“.

## Ehrungen
Mehrere deutsche Städte benannten Straßen nach Scheidemann.
In Berlin trägt seit Oktober 1965 die südlich am Reichstagsgebäude verlaufende Straße den Namen Scheidemannstraße.
Seine Geburtsstadt Kassel benannte zwei öffentliche Plätze nach ihrem früheren Oberbürgermeister: Den in der Innenstadt gelegenen Scheidemannplatz und nach dem Pseudonym, unter dem er „Geschichderchen“ in Kasseläner Mundart veröffentlichte, den Henner-Piffendeckel-Platz vor dem Bürgerhaus Philipp-Scheidemann-Haus in der Kasseler Nordstadt.
Am 1. Juli 2015 ehrte die Deutsche Post AG Scheidemann anlässlich seines 150. Geburtstages mit einer Sonderbriefmarke zu 1,45 €.

## Schriften (Auswahl)
- Die Sozialdemokratie und das stehende Heer. 1910.
- Die deutsche Sozialdemokratie und der Krieg. Verlag der Breslauer Volkswacht, Breslau 1916 (Digitalisat).
- Frieden der Verständigung. Singer, Berlin 1917 (Digitalisat).
- Die nächsten Aufgaben der Partei. O.V., o. O. 1917 (Digitalisat).
- An die Heimgekehrten. Arbeitsgemeinschaft für staatsbürgerliche und wirtschaftliche Bildung, Berlin 1918 (Digitalisat).
- Der Feind steht rechts! Arbeiter, seid einig! Verlag für Sozialwissenschaft, Berlin 1919 (Digitalisat).
- Der Zusammenbruch. Verlag für Sozialwissenschaft, Berlin 1921 (Digitalisat).
- Zur Ermordung Erzbergers. Verlag für Sozialwissenschaft, Berlin 1921 (Digitalisat).
- Gegen die Kriegsschuldlüge! Für Frieden, Arbeit, Brot. J.H.W. Dietz Nachfolger, Berlin 1924 (Digitalisat).
- Kasseläner Jungen – Mundartliche Geschichderchen (Pseudonym Henner Piffendeckel). Faksimile-Druck der Ausgabe von 1926. Comino-Verlag, Berlin, ISBN 978-3-945831-06-9
- Memoiren eines Sozialdemokraten. Zwei Bände, 1928. (Neuauflage 2010 im Severus-Verlag, Hamburg, ISBN 978-3-942382-37-3 und ISBN 978-3-942382-54-0).
  - Übersetzung in die englische Sprache von J.E. Mitchell: Memoirs of a Social Democrat. Hodder and Stoughton, London o. J. (Digitalisate: Volume 1 – Volume 2).
- Das historische Versagen der SPD. Schriften aus dem Exil. Hrsg. von Frank R. Reitzle. zu Klampen, Lüneburg 2002.

## Film und Fernsehen
- In Dieter Meichsners Fernsehspiel Novemberverbrecher von 1968 wird Scheidemann von Ernst Fritz Fürbringer dargestellt.
- In Hermann Kugelstadts Fernsehspiel Friedrich Ebert – Geburt einer Republik von 1969 wird Scheidemann von Kurt Rackelmann dargestellt.